# Autisme savant
Vous lisez un « article de qualité » labellisé en 2016.

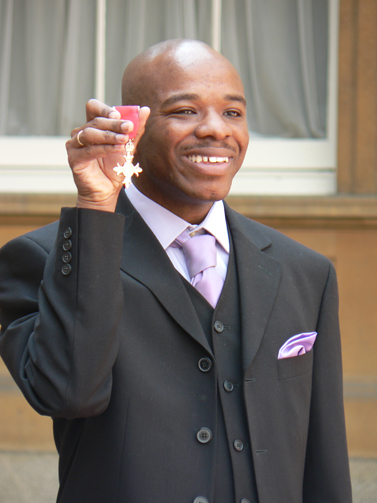
En raison de sa capacité à dessiner des paysages en détail après les avoir vus très peu de temps, Stephen Wiltshire est souvent qualifié d'autiste savant.

L'autisme savant est une notion médiatiquement et socialement construite, sur la base d'une compréhension de l'intelligence autiste par le prisme de l'observation de capacités dites « savantes » chez un nombre restreint de personnes diagnostiquées comme autistes. Sans être un terme médicalement reconnu, il est décrit comme une association entre des troubles du spectre de l'autisme (TSA) et le syndrome du savant ou le surdouement, se traduisant par des compétences d'une excellence inhabituelle par rapport à la norme dans un ou plusieurs domaines, et des difficultés significatives dans d'autres, en particulier dans les relations sociales. Les estimations des chercheurs sont très variables : le savantisme concernerait de 1 à 30 % des personnes avec TSA, en grande majorité des hommes avec une synesthésie, une hyperlexie et/ou une oreille absolue.
À la fin du XIXe siècle, Édouard Séguin et John Langdon-Down décrivent des « idiots savants », personnes combinant de sévères difficultés et des capacités intellectuelles hors de la norme, en particulier en mémorisation. L'« autisme savant » est surtout étudié au XXe siècle par le psychiatre américain Darold Treffert. L'intelligence autiste reste presque inconnue du grand public jusqu'à la sortie du film Rain Man, en 1988, qui met en scène un personnage « autiste savant ». Ce même qualificatif est attribué à des personnes comme les jumeaux George et Charles Finn, et à Daniel Tammet, Josef Schovanec et Stephen Wiltshire, en raison de leurs compétences dans le calcul calendaire, la mémorisation d'images et de chiffres, l'art, ou encore l'apprentissage des langues.
Les facultés d'apprentissage et la mémoire très sélective des personnes qualifiées d'autistes savants reposent sur la décomposition et la comparaison de structures analogues, grâce notamment à une excellente perception visuelle et à une tendance à voir les détails avant l'ensemble. Ces compétences sont restreintes à un ou quelques centres d'intérêt précis. Les recherches s'orientent sur une particularité de la structure cérébrale due à une mutation génétique dans la région du chromosome 1 humain, contribuant à une prédisposition pour ce style cognitif particulier combinant de nombreuses difficultés, y compris l'absence potentielle de langage, à une relative force intellectuelle. Cependant, aucun travail de recherche n'a pu déterminer que la pensée des personnes autistes serait différente par nature de celle des personnes non autistes, et le profil neuropsychologique des individus décrits comme « autistes savants » n'a pu être différencié de celui des autres personnes avec TSA. Le rôle joué par l’environnement familial dans le développement de ces capacités reste peu connu, de même que leur faible représentation perçue chez les femmes, et leur nature innée ou acquise, les deux cas ayant été rapportés.
La notion d'« autisme savant » fait l'objet de critiques en raison des fantasmes qu'elle suscite, et de médiatisations peu éthiques. Sa sur-représentation médiatique influence la définition de l'autisme vers une association avec le « génie ». L'intelligence autiste reste difficile à définir, et source de nombreuses confusions, car les « capacités hors normes » sont décrites comme telles en raison de leur côté inhabituel ou spectaculaire par écart à la norme établie. Cette notion d'autisme savant est vraisemblablement une construction des médias et de la société, les personnes concernées ne se différenciant pas intrinsèquement des autres personnes autistes, si ce n'est par les occasions qui leur ont été offertes pour travailler et développer leurs compétences.

## Description et fonctionnement
« Autisme savant » est un terme non reconnu médicalement, mais qui est employé dans les médias, certains films, et dans la littérature scientifique, pour décrire des personnes ayant des troubles du spectre de l'autisme (TSA) et des capacités extraordinaires ou inhabituelles par rapport à la majorité des personnes concernées par les TSA,,,. Le psychiatre américain Darold Treffert décrit l'« autiste savant » comme une personne autiste avec le syndrome du savant, dotée d'un ou plusieurs domaines de compétence, de capacité ou d'excellence, qui sont en contraste avec ses limitations d'ensemble,, en particulier en matière de langage et de communication. Il emploie à cet égard l'expression d'« islands of genius » (îlots de génie), pour mieux évoquer l'image d'un océan de problèmes et de difficultés, au sein duquel émerge un îlot de compétences hors normes. Le Dr Trevor Clark, chercheur australien, définit plutôt l'« autisme savant » comme une association entre l'autisme et le surdouement. Treffert distingue les deux, dans la mesure où d'après lui, contrairement aux surdoués non autistes, qui excellent dans de très nombreux domaines, les autistes savants développent des compétences hors-normes dans un nombre restreint de domaines, et en dépit des difficultés qu'ils rencontrent par ailleurs,. Il existe peu de recherches pour déterminer la nature exacte du lien entre l'autisme, le syndrome du savant et le surdouement. Selon Allan Snyrder, chercheur australien, et Laurent Mottron, chercheur cognitiviste d'origine française exerçant au Canada, la pensée autistique savante n'est pas différente par nature de la pensée des personnes non autistes, notamment parce qu'elle ne se rapproche nullement du fonctionnement d'un « super-ordinateur », contrairement à la vision médiatique qui en a été donnée. Par contre, pour Peter Vermeulen, « [...] leur pensée se rapproche de celle d'un ordinateur. [...] la pensée autistique témoigne d'une certaine forme de créativité et de génie dont la plupart des personnes sans autisme pourraient rêver ». De manière générale, les personnes autistes qui montrent des compétences considérées comme exceptionnelles ont un ou plusieurs centres d'intérêt spécifiques, auxquels elles consacrent l'essentiel de leur temps. Elles montrent aussi une obsession pour les classifications et la création de systèmes.
Une particularité de leur mémorisation est que les éléments soient retenus sans aspects émotionnels ou autre interprétation susceptible d'en modifier le sens. La perception visuelle est significativement plus performante que la moyenne. Cela peut se traduire, d'après Mottron, par une « surcapacité à détecter et à manipuler des formes »,,. Temple Grandin a témoigné de sa « pensée en images ». Les personnes autistes perçoivent les détails avant l'ensemble, ont une hypersensibilité sensorielle et montrent une acuité supérieure pour repérer des systèmes. Il est suggéré (notamment par Simon Baron-Cohen) que ces particularités soient à l'origine de la plupart de leurs talents,. On retrouve dans l'autisme savant toutes les comorbidités des troubles du spectre de l'autisme (des troubles connexes associés à l'autisme), en particulier l'épilepsie.

### Centres d'intérêt spécifiques

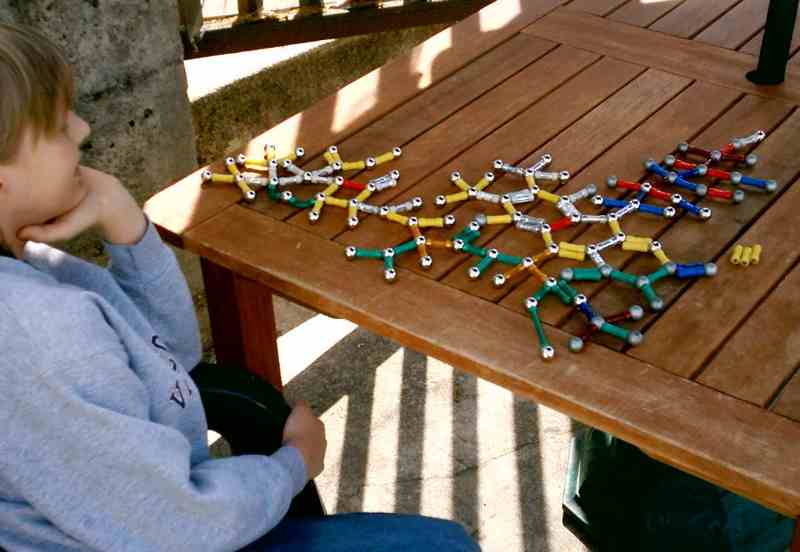
Un intérêt hors norme pour un domaine d'étude particulier (ici la structure moléculaire) est représentatif de l'autisme savant.

Les autistes savants développent des centres d'intérêt spécifiques auxquels ils consacrent l'essentiel de leur temps libre, souvent de manière obsessionnelle : d'après des parents interrogés à ce sujet par Trevor Clark dans le cadre de son étude (2016), les enfants autistes y consacrent souvent plus de quatre heures par jour, à observer et travailler dans une « intense concentration ». Les domaines d'intérêts spécifiques des autistes savants sont généralement très structurés. Ces centres d'intérêt peuvent être perçus à tort comme de simples « passions », mais il s'agit souvent de modes d'expression. Leslie Lemke s'exprime uniquement par la musique, et Alonzo Clemons par la sculpture. De même, Daniel Tammet assimile les chiffres à un langage, précisant : « Réciter le nombre Pi, c’était une manière de m’exprimer en chiffres, ma langue maternelle ». Le travail sur un centre d'intérêt spécifique en est d'autant facilité que les personnes autistes sont souvent isolées socialement, ce qui débouche sur un auto-apprentissage très poussé.
D'après Treffert, cinq domaines sont particulièrement représentés parmi les personnes concernées par le syndrome du savant, par ordre de fréquence : le calcul calendaire, la musique, l'art, les mathématiques (tout particulièrement le calcul mental rapide), enfin les capacités de visualisation mécanique et spatiale. Plus rarement, il s'agit de l'apprentissage des langues (hyperpolyglottes), de sports de précision, de l'appréciation du temps (faculté à deviner l'heure sans avoir de montre ou d'horloge), d'intérêts issus de l'hypersensibilité d'un sens (vue, odorat, toucher...), d'un domaine de connaissances très poussé, ou même de capacités relevant du paranormal et des perceptions extrasensorielles,. L'hyperlexie, qui se traduit par un grand besoin de lecture, est également fréquente,. Le plus souvent, les autistes savants n'ont qu'une capacité d'excellence, mais il arrive qu'ils en développent plusieurs : c'est le cas de Matt Savage, doué à la fois en musique et dans les mathématiques, et de Daniel Tammet, qui mémorise des suites de chiffres et apprend très rapidement de nouvelles langues. Une même personne peut développer une compétence extrême dans un domaine, puis en changer. Elle peut aussi perdre son talent ou son intérêt pour un domaine. Treffert distingue des degrés de compétences allant du « brillant » (par exemple la mémorisation de dates, de morceaux de musiques ou d'horaires de train) au « prodigieux ».
Citant plusieurs cas, Laurent Mottron rappelle que les personnes autistes médiatisées sont surtout connues pour des capacités de mémorisation. L'usage de la parole n'est pas nécessaire, certains autistes non-verbaux pouvant faire appel à des calculs ou à des talents artistiques très complexes. Darold Treffert cite l'exemple de Nadia Chomyn, enfant autiste non-verbale capable de dessiner en intégrant les lois de la perspective, de la proportion et du mouvement dès l'âge de 3 ans.
Des études publiées dans les années 1960 à 1980 ont suggéré que le travail sur les centres d'intérêt spécifiques puisse être à l'origine de l'autisme savant. D'après Trevor Clark, il semble plutôt que ces centres d'intérêt obsessionnels fassent partie intégrante de l'autisme savant. L'origine de la motivation des personnes concernées a été peu discutée dans la littérature, et reste donc mal comprise.

### Stratégies de décomposition et d'association

La synesthésie permet d'associer des chiffres et des lettres à des couleurs ou des formes, permettant une mémorisation plus performante.

La mémorisation des « autistes savants » repose très généralement sur la comparaison de structures analogues. Une étude a été menée aux États-Unis sur 18 enfants autistes avec un haut niveau de compétences, comparés à 18 enfants de même âge non autistes, lors d'exercices de mathématiques. Les résultats tendent à démontrer que les autistes font plus souvent appel aux stratégies de décomposition des chiffres et des opérations que les non autistes, qui se reposent davantage sur leur seule mémoire. Cela permet de meilleures performances globales dans ces exercices de mathématiques, expliquant l'existence des « génies des mathématiques » avec autisme. L'IRM a révélé une suractivation du cortex occipital ventral temporal, une région du cerveau dédiée au traitement des informations visuelles, suggérant que le cerveau de ces personnes autistes se réorganise pour permettre l'émergence de capacités cognitives « exceptionnelles »,. L'étude de cas d'un jeune calculateur mental a permis de tirer les mêmes conclusions.
En étudiant un autiste surdoué dans l'apprentissage des langues, Beate Hermelin a noté qu'il s'appuyait sur la décomposition des mots en morphèmes, suffixes et préfixes, plutôt que sur la grammaire. Une autre étude de cas sur deux enfants autistes qui ont appris à lire précocement suggère qu'ils effectuent la conversion graphème-phonème plus rapidement et efficacement que des lecteurs non autistes. Les autistes savants spécialisés dans la musique semblent se baser sur la décomposition et la recomposition de sons très structurés. Il est possible que les personnes autistes aient des prédispositions pour l'apprentissage musical du fait de cette tendance à percevoir la composition des sons. Il y a une forte proportion de personnes autistes avec synesthésie, hyperlexie et/ou oreille absolue, faisant appel à une association entre diverses perceptions (son, image, forme, couleur...) pour mémoriser. Daniel Tammet utilise sa synesthésie pour retenir les chiffres, chaque chiffre ou nombre étant associé à une couleur et une forme précises. Le groupe des personnes autistes avec hyperlexie répond souvent à la définition de l'« autisme savant », de par l'association entre une facilité à lire et à déchiffrer les mots, et les difficultés inhérentes aux TSA.

### Mémoire très sélective
Contrairement à l'hypothèse et l'idée populaire fausse qui ont longtemps prévalu, d'après Laurent Mottron, la mémoire des personnes autistes n'est pas de type « photographique » (eidétique), et ne permet donc pas de retenir toutes les informations visuelles sans restriction. Les cas de mémoire réellement eidétique chez des personnes autistes sont extrêmement rares. Ils semblent résulter d'atteintes cérébrales,.
La mémoire des personnes autistes est sélective, et fait appel à l'intelligence. Les « autistes savants » ne retiennent que des données concernant un ou plusieurs domaines restreints, celui ou ceux qui les intéressent. La mémorisation n'est donc performante que sur ces centres d'intérêt spécifiques, notamment pour retenir des détails. Citant le cas d'un autiste très habile pour se souvenir de configurations visuelles, le professeur de psychologie Daniel L. Schacter précise que cette personne se souvenait « de peu d'autres choses ». Josef Schovanec, philosophe et écrivain autiste, décrit sa propre mémoire en insistant sur le choix de ce qu'il retient : « Je suis comme tout le monde, je retiens les choses qui m'intéressent. La différence tient peut-être à ce que je ne m'intéresse pas aux mêmes choses que les autres. [...] je retiendrai beaucoup plus facilement tel ou tel aspect grammatical d'une langue captivante [...] une grande déception je crois pour ceux qui voudraient que les autistes aient une mémoire extraordinaire ».
L'étude d'une personne autiste hypermnésique a également suggéré une résistance importante aux perturbations extérieures. Il semble, d'après une étude sur dix calculateurs calendaires, qu'il y ait une impossibilité ou de grandes difficultés pour se concentrer sur deux sources nécessitant de l'attention à la fois.

### Intelligence difficile à mesurer

Les personnes autistes sont généralement plus rapides et précises que les non autistes sur les tests d'intelligence impliquant des matrices progressives de Raven.

L'intelligence autiste est notoirement difficile à mesurer. L'existence des autistes savants remet en cause certains savoirs relatifs à l'intelligence, et la définition même des TSA. L'un des défis posés est de comprendre comment ce qui est perçu comme des manifestations de compétences et d'intelligence exceptionnelles peut cohabiter avec ce qui est vu comme de sévères limitations, chez un même individu.
Certaines personnes autistes ne comprennent pas le sens de ce qu'elles mémorisent, par exemple, des livres qu'elles lisent, ou des paroles qu'elles répètent très précisément (écholalie). Chez les autistes savants, les mesures de quotient intellectuel vont de l'extrêmement bas à l'extrêmement élevé. Certains ont donc un QI évalué sous le seuil de 70, en deçà duquel une personne est considérée comme handicapée mentale. Cela ne les empêche pas de développer des domaines de compétences. D'après Beate Hermelin, le degré de compétence atteint par une personne autiste dans son domaine d'intérêt n'est en rien dépendant de la mesure qui est faite de son intelligence. Le score final des personnes autistes aux tests de QI dépend pour beaucoup de la présence ou non du langage. Les autistes non-verbaux pourront obtenir des scores très bas sur des tests classiques, mais très bons sur les domaines ciblant leurs centres d'intérêt ou faisant appel à la perception visuelle, par exemple, les matrices progressives de Raven. Beate Hermelin cite en exemple le cas d'un enfant autiste non-verbal doué dans les mathématiques, qui ignore la plupart des gestes de la vie quotidienne. Il obtient 67 sur un test de QI classique, mais 128 sur des tests de logique,. Un autre exemple est celui de Leslie Lemke, capable de reproduire de mémoire un très grand nombre de morceaux de musique, mais dont le QI est évalué à seulement 58. Josef Schovanec précise que « sur certains tests de QI », il est considéré comme « gravement déficient », alors que selon d'autres, il est surdoué. Il en conclut également que ces seuls tests ne constituent pas un moyen d'évaluation fiable, et se méfie de la tendance à « réduire l'être humain à un mécanisme d'horlogerie ».

### Inné ou acquis ou les deux à la fois?
La question de savoir si les compétences de savant sont innées ou acquises n'est pas tranchée. D'après Darold Treffert, les compétences de certains autistes sont innées. Il cite plusieurs exemples, dont Matt Savage, surnommé le « Mozart du jazz », qui aurait manifesté un don pour la musique sans apprentissage préalable. De même, Leslie Lemke s'est montré capable de reproduire des morceaux de musique sans avoir pris de leçons de piano et sans lire de partitions, en raison de sa cécité. Il existe des témoignages équivalents de compétences innées dans les domaines de l'art et des mathématiques. Cette observation pourrait trouver une explication à travers l'hypothèse de l'inconscient collectif développée par Carl Gustav Jung, mais Treffert lui préfère le concept de mémoire génétique : « [...] ce concept de transmission génétique complexe d'un savoir est nécessaire pour comprendre comment les savants prodigieux peuvent se rappeler de choses qu'ils n'ont jamais apprises ». En 1995, l'étude de cas d'un autiste savant doué dans le dessin a également suggéré qu'il connaissait les lois de la perspective de façon innée, ce que les auteurs mettent en relation avec une capacité cognitive spéciale permise par l'autisme.
Michael J. Howe et d'autres spécialistes suggèrent qu'il s'agit uniquement d'apprentissages continus, et que les notions de don et de talent inné seraient un mythe. Pour Beate Hermelin, il est très peu probable que le temps passé par les autistes savants sur leurs centres d'intérêt résulte d'une simple volonté d'apprentissage. E. Winner parle d'une « rage d'apprendre » propre aux personnes considérées comme des savants prodigieux. Les autistes font preuve d'un niveau de concentration très intense sur leurs domaines favoris, alors qu'ils pourront se montrer extrêmement distraits par ailleurs. Par contre, l'apprentissage de techniques telles que celles du calcul calendaire semble motiver très peu les personnes non autistes, qui abandonnent généralement cet apprentissage à la première occasion venue.
L'autisme savant a souvent été décrit comme lié à une capacité exceptionnelle et fixée : il existe très peu d'études pour déterminer l'effet de l'apprentissage sur l'évolution des individus. Une étude a été faite sur le travail de Stephen Wiltshire, suggérant que l'apprentissage grâce à des professeurs de dessin l'a influencé positivement, car il a appris à utiliser les tons et les ombres portées. Une étude comparative a été menée sur des chauffeurs de taxis londoniens, qui présentent souvent un changement dans leur structure cérébrale au niveau de l'hippocampe, dû à leur travail de mémorisation et de repérage des rues. Cette différence disparaît quelques années après la cessation de leur activité. Seuls un tiers des nouveaux chauffeurs de taxi développent une réelle expertise dans leur domaine, après leurs trois années de formation. Cette étude en conclut qu'environ un tiers des personnes possèdent à l'origine le potentiel pour développer ces compétences, et que cela pourrait être similaire dans l'autisme.
Treffert note aussi, dans ses études de cas, une forte récurrence de l'association entre la cécité (ou autre problème de vue), le génie musical et l'autisme : il semble qu'une personne autiste avec un problème de vue soit avantagée pour développer des compétences musicales.

## Histoire

### De l'idiot savant au syndrome du savant

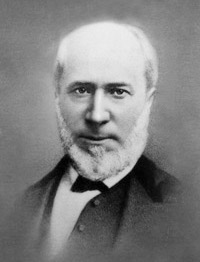
Édouard Séguin, premier médecin à décrire l'« idiot savant », en 1866.

Le psychanalyste français Jacques Hochmann note que tout au long de l'Histoire, des « idiots savants » ont fasciné le public « grâce à leurs bizarreries », en prenant parfois la relève des bouffons de cour. D'après Darold Treffert, l'une des premières descriptions connues d'un syndrome du savant est celle de Benjamin Rush, qui décrit en 1789 un calculateur prodige, Thomas Fuller. Dans son ouvrage La Psychologie morbide, paru dans les années 1850, Jacques Joseph Moreau de Tours rapproche le « délire » du « génie ». La notion d'« idiot savant », regroupant des cas supposés d'autisme et d'autres handicaps, apparaît à la fin du XIXe siècle dans la littérature médicale, pour désigner des handicapés mentaux qui excellent dans la réalisation d'une tâche particulière, notamment dans L'Idiotie et son traitement par la méthode psychologique du Français Édouard Séguin, qui utilise ce nom en 1866. Ce terme français est repris dans la langue anglaise par John Langdon-Down, qui étudie dix cas d'enfants et de jeunes dotés d'une mémoire ou de capacités en mathématiques inhabituelles pendant une trentaine d'années, et publie ses découvertes dans On Some of the Mental Affections of Childhood and Youth en 1887. Il décrit notamment le cas de James Henry Pullen, un homme britannique illettré et à peine verbal, détenu au Royal Earlswood Hospital, devenu un charpentier remarquablement doué. En 1905, Alfred Binet développe le test Binet-Simon et définit les « idiots savants » en tant qu'individus dépendants et souffrant de sévères difficultés d'apprentissage, mais qui ont aussi un talent particulier. En 1914, le Dr A. F. Tredgold décrit 20 « idiots savants » doués dans la musique, l'art, les mathématiques, l'apprentissage des langues, ou dotés d'une sensibilité tactile ou olfactive inhabituelle. La plupart de ces personnes pourraient, d'après Treffert, recevoir un diagnostic rétrospectif de l'autisme.
Parmi les enfants autistes étudiés par Leo Kanner, le découvreur de l'autisme infantile, celui prénommé Charles a montré un intérêt très précoce pour la musique, au point de reconnaître 18 symphonies à l'âge d'un an et demi, ce qui a conduit le Dr en linguistique François Hébert à le qualifier de « singe savant ». De manière générale, Kanner est impressionné par les capacités de mémoire des enfants qu'il prend en charge. Hans Asperger, découvreur du syndrome d'Asperger, cite le « génie », qu'il tempère en « celui qui est presque génial dans son originalité », parmi les qualités qu'il place au premier rang chez les enfants et adolescents qu'il étudie. La notion d'autiste savant est employée pour la première fois par Joan Goodman, un médecin californien, pour une étude de cas en 1972,.
En 1978, sur la suggestion de parents d'enfants autistes américains, Bernard Rimland propose de remplacer la notion d'« idiot savant » par celle d'« autiste savant » (en anglais : autistic savant), principalement pour des raisons d'éthique, suivant son postulat selon lequel toutes ces personnes seraient en réalité autistes,. Découvrant que ce n'est pas le cas, Darold Treffert propose en 1988 le terme de « syndrome du savant » (en anglais : savant syndrome),,, afin d'englober également des personnes qui présentent ces compétences savantes inhabituelles sans être autistes. Jusque dans les années 1980, d'après Treffert, l'autisme savant reste très méconnu, n'étant évoqué que dans quelques articles ou de brefs reportages télévisés sensationnalistes. L'autisme est longtemps considéré uniquement comme un déficit, notamment sous l'impulsion de la psychologue britannique Uta Frith.

### George et Charles
Dans les années 1960, les « jumeaux calculateurs » George et Charles Finn, tous deux autistes, font l'objet d'une attention médiatique et scientifique soutenue aux États-Unis, pour leur capacité à identifier le jour d'une date précise du calendrier sur une plage de 80 000 ans. Ils disent également se souvenir de la météo de chacun des jours de leur vie,. À l'âge de 24 ans, leur QI était pourtant estimé se situer entre 60 et 70. Leur cas a poussé la communauté scientifique à se pencher sur la notion d'« idiot savant », les connaissances de l'époque étant presque inexistantes sur le sujet.
Une anecdote les concernant, rapportée par le médecin britannique Oliver Sacks en 1985, a grandement contribué à propager le cliché du génie autiste. Ces frères jumeaux auraient fait tomber des allumettes d'un chapeau, avant de déclarer qu'il y en avait 111, presque instantanément. Ce chiffre correspondait bien au nombre d'allumettes. Lorsque Sacks leur demanda comment ils avaient fait, ils dirent ne pas avoir réellement calculé la réponse, mais l'avoir vue leur apparaître,. La véracité de cette anecdote a depuis été mise en doute : ces allumettes appartenant préalablement aux deux frères, ils ont pu les compter avant.

### Rain Man

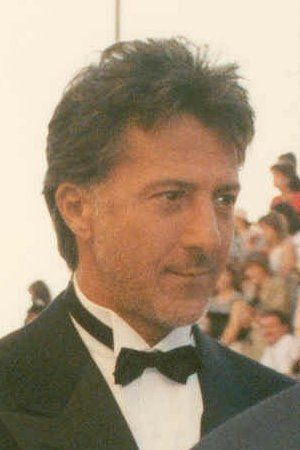
Le personnage de Raymond Babbitt est joué par Dustin Hoffman (ici, à la réception de son Oscar du meilleur acteur pour son rôle dans Rain Man, en 1989).

L'anecdote des allumettes décrite par Oliver Sacks est reprise dans le film Rain Man, à travers une célèbre scène où Raymond Babbitt, le personnage joué par Dustin Hoffman, décrit comme un « autiste savant », donne presque instantanément et sans se tromper le nombre de 246 cure-dents tombés par terre. Ce film sorti en 1988 contribue fortement à diffuser la notion d'« autisme savant » auprès du grand public,, puisqu'il s'agit du premier film mettant en scène un savant prodigieux et handicapé. Il entraîne une attention scientifique accrue envers les capacités des personnes autistes.

« Le film de 1988 Rain Man [...] durant ses 101 premiers jours [... de diffusion] a fait plus pour l'éducation du public à ce que sont le syndrome du savant et l'autisme que tout ce qui avait pu se passer durant les 101 précédentes années, depuis la publication originale du Dr Down. »

— Darold Treffert
À sa suite, l'expression « autiste savant » est devenue courante. Bien que Treffert estime que le personnage présenté par ce film décrit parfaitement l'autisme savant, d'autres personnes pensent que Rain Man donne une vision datée, caricaturale et en partie inexacte de ce qu'est l'autisme. Contrairement à une idée populaire, Kim Peek, le savant américain capable de mémoriser 12 000 livres qui a inspiré le personnage du film, n'a jamais été diagnostiqué comme autiste. Né avec des lésions cérébrales, ces dernières sont vraisemblablement à l'origine du fonctionnement de sa mémoire. Le film s'inspire de sa vie, mais c'est après coup que le réalisateur a décidé de changer le handicap du personnage de Raymond Babbitt, notamment sous l'influence de Dustin Hoffman, qui trouvait le jeu d'un personnage avec stéréotypies autistiques plus intéressant. Le script original du film, écrit en octobre 1986, présentait Raymond Babbitt comme un handicapé mental, non comme un autiste savant. D'après le sociologue Gil Eyal, la contribution des parents d'enfants autistes américains a été déterminante dans la présentation de Raymond Babbitt comme « autiste savant » : le chercheur Bernard Rimland a été contacté en 1986 pour donner un avis sur le script du film. Il a suggéré de supprimer toute référence à un handicap mental ou à la notion d'idiot savant.

### Représentations médiatiques et culturelles récentes
C'est en 1988 que paraît la première étude expérimentale de l'autisme savant avec groupe contrôle, menée par les psychologues britanniques N. O'Connor et Beate Hermelin,. L'année suivante, Darold Treffert publie son ouvrage Extraordinary People, consacré au syndrome du savant. Oliver Sacks publie An Anthropologist on Mars en 1995. Ce succès de librairie, traduit en français l'année suivante sous le titre Un anthropologue sur Mars, présente deux « autistes savants » au grand public, Temple Grandin et Stephen Wiltshire, qui montre un grand talent à la fois dans le dessin de mémoire et dans la musique. À la fin des années 1990, la vision déficitaire de l'autisme est combattue par de multiples données qui démontrent au contraire l'intelligence dont peuvent faire preuve ces personnes, notamment dans les publications de Laurent Mottron, un chercheur cognitiviste français exerçant au Canada.
La diffusion d'émissions et de documentaires présentant des autistes aux compétences hors-normes devient fréquente, aussi bien en Australie qu'en Allemagne, au Royaume-Uni ou au Japon. En particulier, Daniel Tammet fait l'objet d'un documentaire britannique intitulé Brainman, en 2005, pour les besoins duquel il apprend l'islandais, réputé très difficile, en une semaine. Flo et Kay Lyman, des sœurs jumelles autistes spécialistes du calcul calendaire, se font connaître en 2008 dans un documentaire de TV network TLC intitulé Twin Savants: Flo & Kay, puis en 2011 dans l'épisode de l'émission Extraordinary People intitulé The Rainman Twins. L'image de l'autiste savant est également reprise au cinéma, notamment dans le film Cube (1997), où Kazan, un génie des mathématiques, est le seul personnage à sortir vivant de la prison. Elle se retrouve aussi dans des séries américaines. Le plus connu est Sheldon Cooper dans The Big Bang Theory, mais Max Braverman dans Parenthood et Temperance Brennan dans Bones partagent eux aussi des traits autistiques, sans être décrits comme tels. Une exception est le personnage de Sonya Cross dans The Bridge, cette fois ouvertement décrite comme autiste. Divers romans font intervenir un autiste savant, par exemple Creole Belle de l'Américain James Lee Burke, Zoo de James Patterson, et Gataca du Français Franck Thilliez. L'homme autiste savant, ou avec syndrome d'Asperger, a gagné une image romantique dans la culture populaire américaine, où il est souvent représenté en tant que membre d'un couple homosexuel. Plusieurs ouvrages ont été publiés, en particulier par Michael Fitzgerald, pour suggérer que de nombreux savants historiques et des artistes célèbres avaient des « traits autistiques », et que « leurs talents spéciaux ont apporté une contribution importante au monde d'aujourd'hui ».

## Théorisation
Des théories génétiques, neurologiques et psychologiques ont été proposées pour expliquer l'intelligence autiste, dont le postulat selon lequel la plupart des enfants autistes auraient un potentiel pour développer des talents. La psychologue australienne Robyn Louise Young a mené une étude sur 51 personnes avec syndrome du savant, en comparant leur situation familiale. Elle en conclut (1996) que l'association autisme / syndrome du savant est cohérente, et que son origine est probablement neurologique. Bernard Rimland note que si les autistes savants ont le plus souvent un seul domaine d'excellence, les cas de personnes ayant plusieurs pôles de compétences sont plus fréquents chez les autistes que chez les personnes non autistes avec syndrome du savant. Laurent Mottron suggère une « surcompétence » et une capacité supérieure à discriminer des fréquences de notes imperceptibles aux non-autistes, qu'il décrit comme un « hyperfonctionnement du traitement perceptif », expliquant les prouesses de certaines personnes autistes : elles seraient avantagées pour traiter des informations statiques et simples, mais désavantagées dans le traitement des informations dynamiques et complexes. La question de savoir pourquoi seules certaines personnes autistes développent des capacités savantes reste peu explorée. D'après Treffert, il semble qu'en plus d'une prédisposition possible d'ordre génétique ou neurologique, l'environnement familial et les occasions offertes pour développer ces compétences jouent un rôle important.

### Recherche génétique
Au sein des groupes de personnes présentant potentiellement un handicap mental, les autistes se distinguent par une fréquence plus élevée d'ancêtres, et en particulier de parents, ayant une bonne intelligence et un haut niveau d'éducation. Il est possible que des facteurs génétiques prédisposent certains autistes à avoir du talent. Des recherches menées à l'université d'Édimbourg et à celle d'Ohio ont démontré un lien entre les gènes impliqués dans l'autisme et ceux impliqués dans l'intelligence : les surdoués et les autistes partagent une mutation génétique sur le bras court du chromosome I. En 2003, Nurmi et ses collègues réalisent une étude pour déterminer si l'autisme savant est génétiquement hérité, en classant des personnes autistes par familles en fonction du chromosome 15q11-q13, différent chez les personnes avec TSA. Ils déterminent l'existence de 94 familles multiplexes, dont 21 correspondent également aux critères du syndrome du savant : la différence est détectable sur le chromosome 15q11-q13. Ils en concluent que le syndrome du savant et l'autisme peuvent être liés, sans que ce lien soit exclusif : « Ces données pourraient être expliquées par un gène (ou des gènes) de la région du chromosome 15q11-q13 qui, lorsqu'ils sont perturbés, contribuent à une prédisposition à un style cognitif particulier ou à un motif combinant des déficiences à une relative force intellectuelle ».

### Particularités de la structure cérébrale
Darold Treffert suggère que la plupart des autistes savants ont un dysfonctionnement de l'hémisphère gauche du cerveau. Des études de cas concluent à des dommages dans cette région,,. De même, d'après lui, les capacités d'excellence des autistes savants sont généralement reliées au cerveau droit. Quelques études sur faible échantillon avec groupe de contrôle, dont celle d'un enfant de 9 ans passionné de dessin, ont montré une moindre activation du cerveau gauche, notamment lors d'écoute du langage,. Treffert suppose que le cerveau droit compenserait le cerveau gauche après une perturbation des fonctions des hémisphères cérébraux au stade prénatal, en raison d'influences génétiques ou environnementales. Il met cette observation en relation avec d'autres études sur la croissance du périmètre crânien des autistes.
L'étude d'un cas sur l'activité du cerveau pendant du calcul calendaire a révélé que les zones cérébrales activées, correspondant à la mémoire, sont les mêmes chez les personnes autistes et non autistes. Par contre, une autre, sur un mnémoniste avec syndrome d'Asperger et synesthésie, a révélé une suractivation du cortex préfrontal latéral et une activation cérébrale généralement atypique. Il est possible que cette modification de structure cérébrale ne soit pas une particularité de naissance, mais le résultat d'un apprentissage poussé, comme l'ont suggéré deux études par neuro-imagerie sur des calculateurs calendaires,.
L'hypothèse d'une rupture de connexion entre le cortex préfrontal et les autres régions du cerveau a été proposée pour expliquer l'autisme savant, et sa différenciation éventuelle des autres cas d'autisme.

### Théorie de la faible cohérence centrale

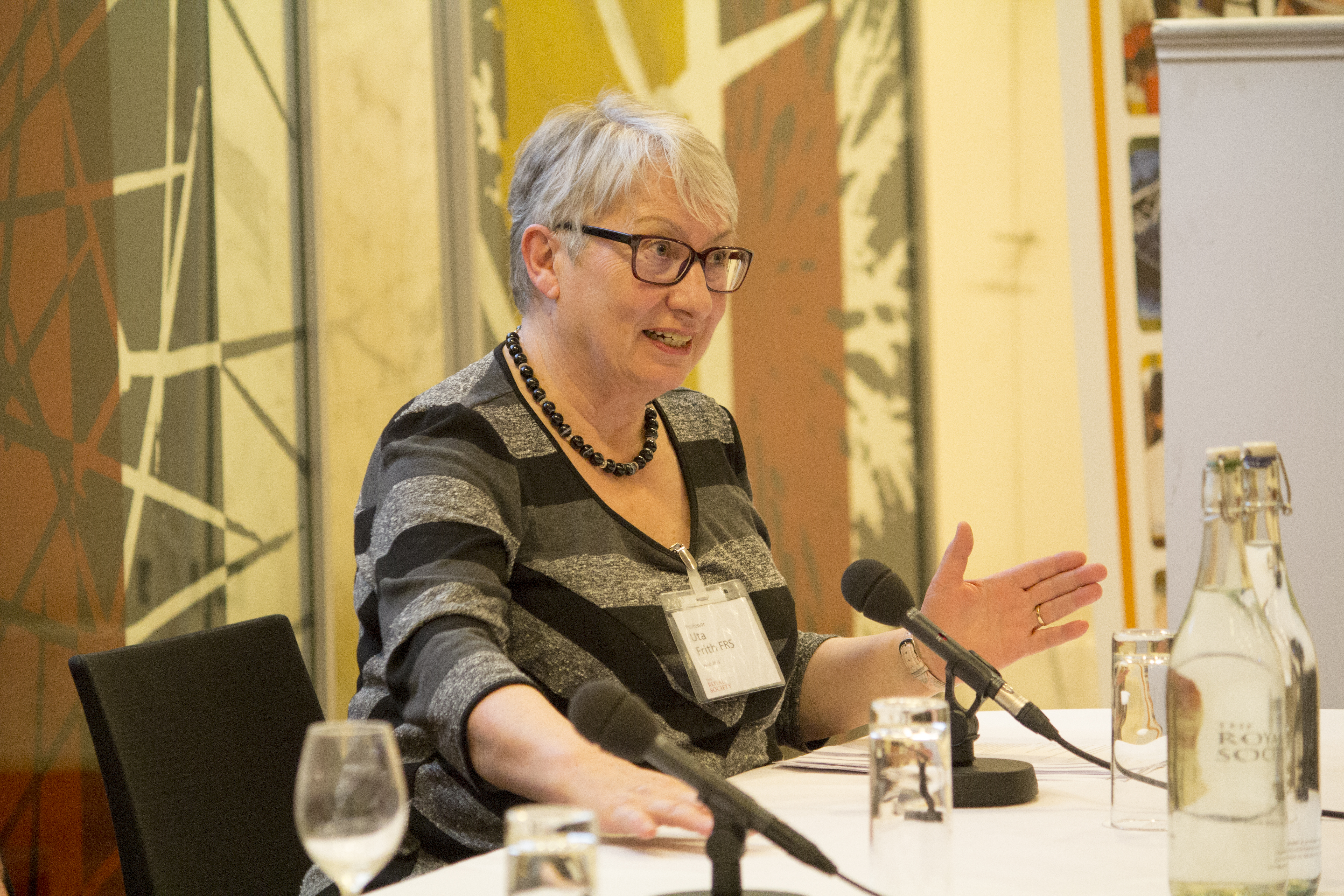
Uta Frith estime que la faible cohérence centrale des personnes autistes peut aussi constituer un avantage.

Dans une étude sur des autistes doués en mathématiques, publiée en 1999, les chercheurs australiens Allan Snyrder et John Mitchell font l'hypothèse qu'ils disposeraient d'un accès privilégié à un niveau d'information inaccessible aux autres personnes, grâce à un fonctionnement cérébral particulier. Beate Hermelin conclut que les autistes savants emploient une stratégie visant à combiner entre eux divers petits éléments, pour aboutir à l'extraction de données et de structures très ordonnés. Elle se base entre autres sur l'étude de cas d'un autiste associant lettres et chiffres, postulant qu'il s'agisse d'une spécificité due à la faible cohérence centrale des personnes autistes. Cette faible cohérence centrale serait d'après elle responsable d'une plus forte fréquence d'apparition de compétences savantes chez les personnes autistes. D'après Treffert, cette particularité définie par Uta Frith serait commune à l'autisme et au syndrome du savant. Francesca Happé et Uta Frith ont posé l'hypothèse que cette « faible cohérence centrale » puisse constituer également un avantage, en donnant notamment aux « génies autistes » un accès privilégié à une forme de créativité.

### Théories psychanalytiques
Le psychanalyste français Jean-Claude Maleval signale une tendance à qualifier des enfants autistes verbaux de « savants » en raison de leur capacité à parler abondamment de leurs centres d'intérêt, sans que ces derniers n'entrent dans un réel échange avec l'autre. Cet « étalage de leur savoir » dans un domaine « clos et figé » débouche d'après lui sur la qualification de « savant ». Il estime que le développement d'un ou plusieurs centres d'intérêt spécifiques, ou îlots de compétence, entraîne le développement du « syndrome de l'autiste savant », caractérisé par une tendance de la personne autiste à « assommer son interlocuteur » par la parole, en le tenant « hors du coup ».

### Rapprochement avec certaines capacités animales

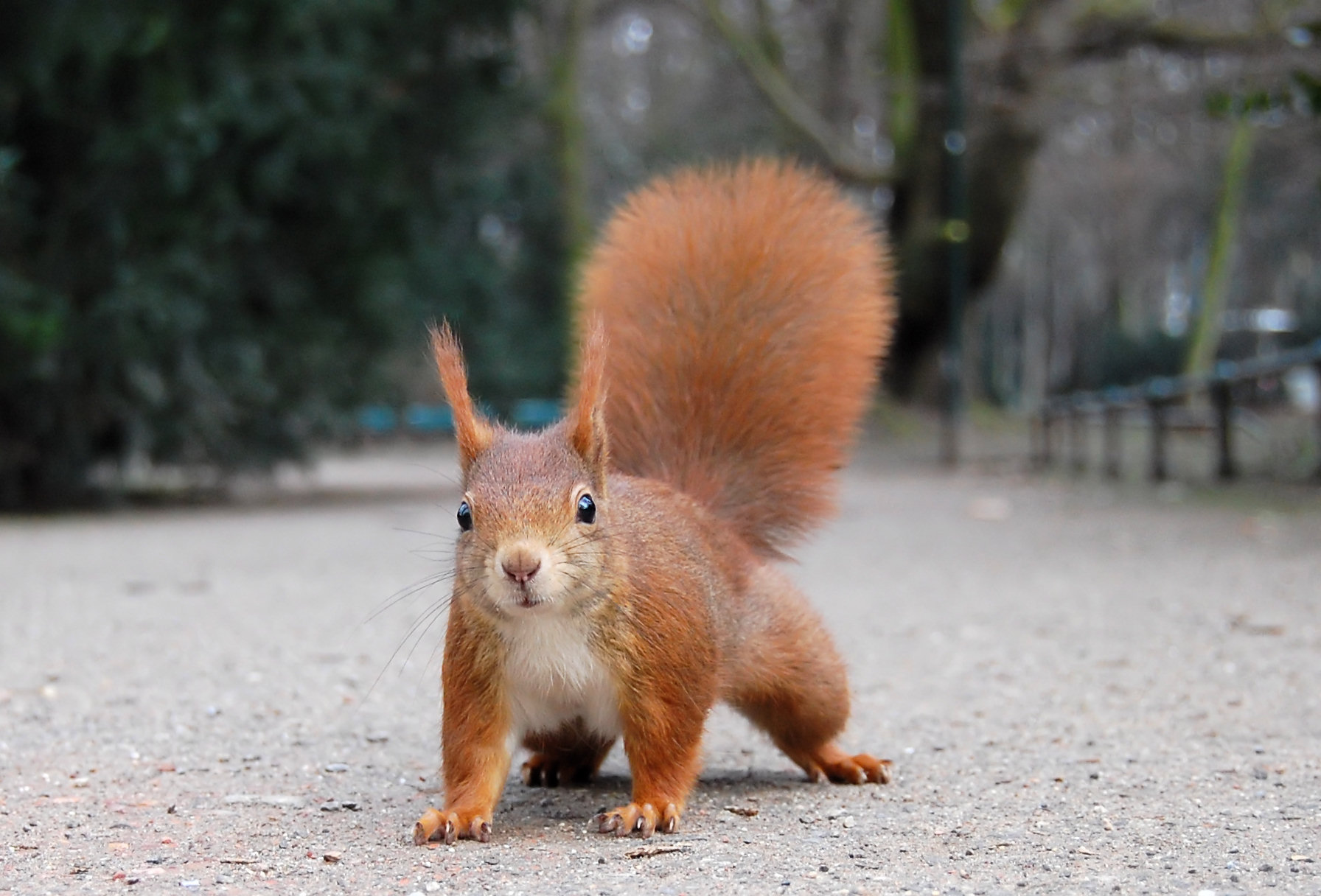
Un écureuil, exemple d'animal doté d'impressionnantes facultés de mémorisation.

Dans son ouvrage L'Interprète des animaux, la Pr en sciences animales Temple Grandin, également autiste, rapproche les capacités des personnes autistes décrites comme savantes de celles de certains animaux. Pour elle, « le génie animal est sans doute l'équivalent du génie de certains autistes ». Elle ajoute que « [les] animaux et [les] autistes sont des diviseurs. Ils voient mieux les différences que les ressemblances ». L'aptitude à repérer les formes cachées est également d'après elle meilleure chez les animaux et les personnes autistes que chez les personnes non autistes. Certains animaux réalisent des prouesses de mémoire, tels que les migrateurs capables de se souvenir d'un itinéraire précis, ou les écureuils qui mémorisent les emplacements de cachettes de milliers de pignons, assez proches de ce que réalisent des personnes autistes décrites comme des génies du calcul mental ou du dessin. Elle rejoint la théorie du chercheur australien Allan Snyder sur le fonctionnement cognitif particulier des personnes autistes, qui accèdent à des informations brutes, et ne traitent pas ce qu'elles voient et entendent comme un tout unifié, à la manière des personnes non autistes : les mathématiciens autistes « de génie » montrent une capacité hors normes pour percevoir des formes cachées. De plus, elle rappelle que les lobes frontaux des animaux sont moins développés que ceux de l'être humain, une différence qui existe également entre personnes autistes et non autistes.
Cette théorie fait l'objet d'une publication de recherche en 2008, faisant état d'un certain consensus, parmi les neuroscientifiques, pour rapprocher les capacités des autistes savants de la cognition animale, à la suite de la publication de l'ouvrage de Temple Grandin. Cependant, Giorgia Vallortigara et son équipe réfutent que les animaux aient un mode de pensée similaire à celui des autistes savants : ils recevraient les informations de façon plus proche de la perception par les personnes non autistes. Cette étude pose toutefois l'hypothèse qu'une suppression de l'activité de l'hémisphère gauche du cerveau puisse entraîner une attention accrue pour des détails, rapprochant par conséquent les performances des animaux de celles des autistes savants.

### Perte des compétences de «savant»
L'étude de cas de Nadia Chomyn, une enfant autiste exceptionnellement douée pour les représentations visuelles, mais non verbale, a conduit la psychiatre britannique Lorna Selfe à supposer que l'absence d'acquisition du langage permettrait de conserver une forme d'imagerie visuelle servant de moyen de communication et de représentation du monde. À six ou sept ans, cette petite fille a été prise en charge pour lui apprendre à parler, et a progressivement perdu tout intérêt pour le dessin,. Darold Treffert s'oppose à la théorie selon laquelle l'instruction et l'acquisition du langage entraînerait la perte des compétences de « savant » de la personne autiste, car face à cet exemple médiatisé, il existe de très nombreux contre-exemples moins connus.

## Épidémiologie
D'après Laurent Mottron, les personnes décrites comme des « autistes savants » sont très rares, Darold Treffert signalant lui aussi cette rareté.

### Taux de prévalence
Treffert estime que 10 % des autistes seraient également concernés par le syndrome du savant, la moitié des cas connus de syndrome du savant se manifestant d'après lui chez des personnes autistes. Une étude menée en 1978 au sein de la population des personnes avec handicap mental de toute nature a permis d'estimer la prévalence du syndrome du savant à seulement 0,06 %. Une étude finlandaise publiée en 2000 trouve 1,4 cas de syndrome du savant pour 1 000 personnes avec handicap mental. Une étude internationale portant sur 5 400 enfants autistes dans 40 pays est publiée en 1978 par Bernard Rimland. Les parents de 531 (soit 9,8 %) d'entre eux ont fait part de compétences inhabituelles, répondant à la définition d'époque de l'« idiot savant ». Treffert insiste sur la prévalence très forte du syndrome du savant chez les autistes, cette condition étant d'après lui très rare par ailleurs. L'association autisme / syndrome du savant serait ainsi beaucoup plus fréquente que pour tout autre trouble ou handicap.
La psychologue Beate Hermelin a publié en 2001 un ouvrage récapitulant ses 20 années d'études expérimentales de l'autisme savant. Elle donne une prévalence beaucoup plus faible, soit environ un ou deux cas de syndrome savant sur 200 personnes autistes. En 2004, Sven Bölte et Fritz Poustka étudient un groupe de 254 personnes autistes, et déterminent que 33 d'entre elles répondent à la définition du syndrome du savant, soit une prévalence de 13 % au sein des TSA. En 2009, une étude britannique sur 137 personnes autistes montre que 28 % d'entre elles satisfont aux critères des compétences de « savant », c'est-à-dire une compétence ou une capacité « à un niveau qui serait inhabituel même pour des personnes normales ». L'étude indique que ce chiffre est probablement sous-estimé, et que la proportion réelle serait d'au moins un autiste sur trois. Darold Treffert critique les résultats de cette étude, estimant que ses critères de définition du syndrome du savant sont trop extensifs. Par contre, pour Francesca Happé et Uta Frith, cette étude démontre que le potentiel pour développer des compétences dites savantes est beaucoup plus fréquent qu'on ne l'imagine chez les personnes autistes.
Une hypothèse développée par Kate Plaisted Grant et Greg Davis serait que la majorité des enfants autistes, sinon tous, aient le potentiel pour développer des compétences. Non au point de pouvoir tous être considérés comme des « savants » après de longues années d'apprentissage, mais suffisamment pour atteindre un niveau acceptable dans leur domaine d'intérêt spécial. Le problème résiderait plutôt dans l'absence d'occasions et de possibilités de développer leurs compétences.

### Représentation hommes-femmes
Une particularité de l'autisme savant réside dans une forte sous-représentation des femmes. Dans sa description originale en 1887, John Langdon-Down signale l'absence de cas connu d'« idiote savante ». Quant à A. F. Tredgold, il ne compte qu'une femme parmi les 20 cas qu'il a étudiés en 1914. L'étude de Sven Bölte et Fritz Poustka (2004) a permis de trouver 28 hommes pour 5 femmes répondant aux critères. Treffert estime que le ratio de représentation hommes-femmes dans le syndrome du savant est de 6 pour 1. Cela s'explique en partie par le fait que le diagnostic d'autisme soit plus fréquent chez les hommes que chez les femmes, cependant, les raisons exactes de cette différence restent peu connues. Les hormones ou le développement cérébral in-utero ont été évoqués. Simon Baron-Cohen l'explique par la théorie empathisation-systémisation, selon laquelle les femmes seraient naturellement davantage tournées vers l'empathie, et les hommes vers la systémisation. L'autisme savant relève d'une capacité d'« hypersystémisation », qui serait davantage propre aux hommes qu'aux femmes.

## Personnes qualifiées d'«autistes savants»

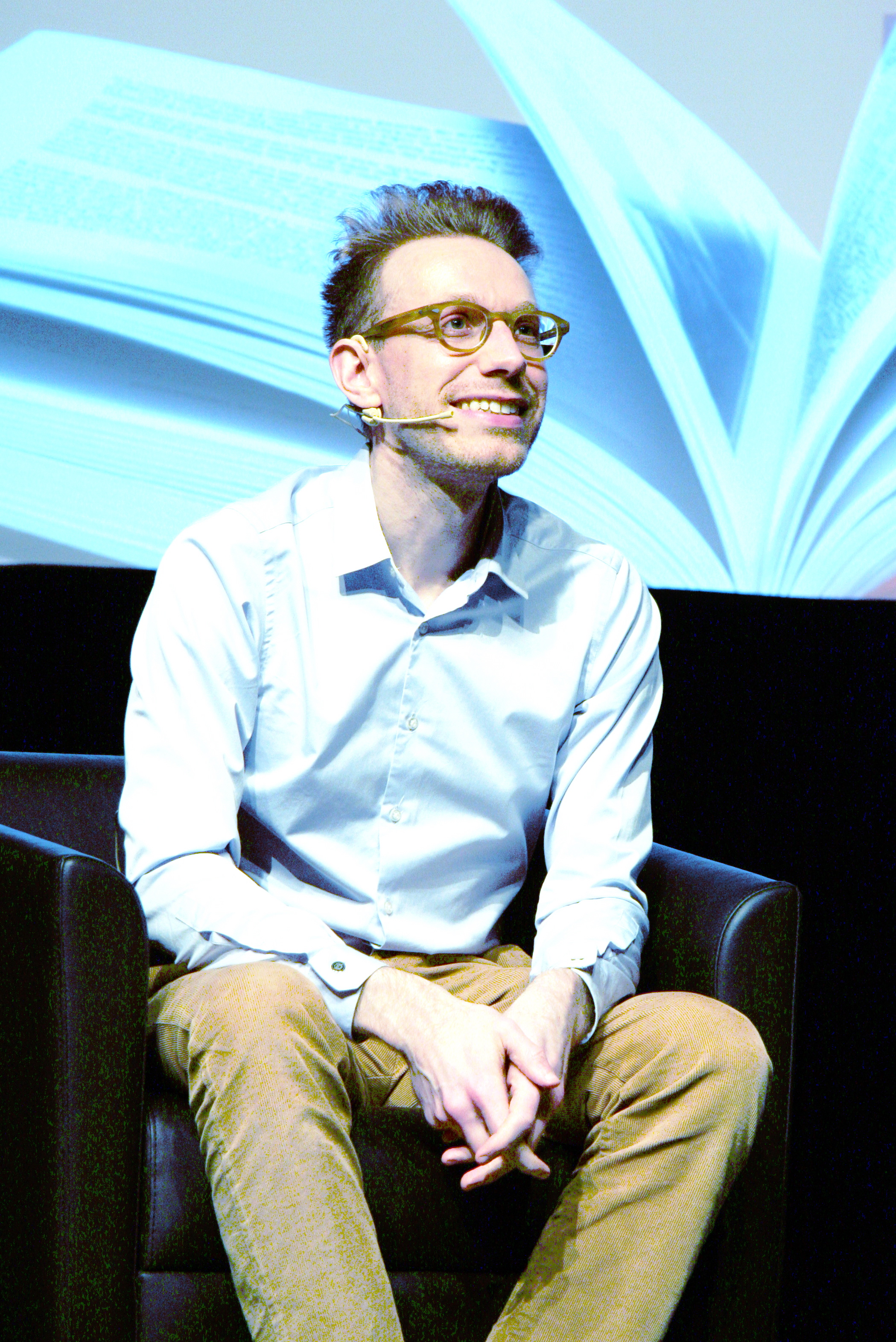
Daniel Tammet, autiste avec synesthésie, est considéré comme l'un des 100 génies vivants de la planète.

D'après Daniel Tammet et d'autres spécialistes, la fascination pour l'autisme savant provient du décalage entre les limitations et les capacités d'excellence d'un individu. Cela constitue une source d'émerveillement, en particulier pour les humanistes. Le calcul calendaire a ainsi fasciné pendant longtemps les chercheurs comme les médias, car cette capacité peut se manifester précocement chez des enfants autistes considérés comme très limités par ailleurs.
Laurent Mottron cite plusieurs cas connus de personnes autistes capables de mémoriser d'importantes quantités d'informations, dont Donny, un Américain qui donne « le jour d'une date entre les années 400 et 3 500 en moins d'une seconde » grâce à la mémorisation de 14 calendriers, et l'artiste britannique Stephen Wiltshire. Ce dernier s'est fait connaître en reproduisant en détail une vue aérienne de plusieurs quartiers de Londres pendant 5 jours de dessin intensifs, après les avoir vus pendant un vol en hélicoptère de seulement 15 minutes. La BBC lui a consacré un reportage en le qualifiant de meilleur enfant artiste de Grande-Bretagne en 1987, après une performance similaire.
L'un des plus connus est l'Anglais Daniel Tammet, personne autiste avec synesthésie, pour avoir décroché le record du monde de mémorisation des décimales du nombre pi, soit 22 514 décimales, sans se tromper. À cette occasion, il a été qualifié de « machine » et d’« homme-robot » par les médias, des qualificatifs qu'il juge blessants. Il précise ce que cette récitation représente pour lui : « un poème numérique, magnifique, et j’étais un acteur sur scène. La beauté de ce chiffre Pi, j’en garde un souvenir ému ». Il a été classé en 2007 parmi les 100 génies vivants du monde. D'après lui, ses capacités proviennent de ses crises d'épilepsie. Malgré ces démonstrations de mémoire, Daniel Tammet a de grandes difficultés pour reconnaître et se souvenir du visage des personnes. Il rencontre de nombreux autres problèmes dans la vie quotidienne :

« [...] j'ai un besoin presque obsessionnel d'ordre et de routine qui peut virtuellement affecter chaque aspect de ma vie. Par exemple, il faut que je mange 45 grammes de porridge au petit-déjeuner, ni plus, ni moins : pour en être sûr, je pèse mon bol au moyen d'une balance électronique. De même, je dois compter le nombre de vêtements que je porte au moment de quitter la maison. »

— Daniel Tammet, Je suis né un jour bleu
La nature de ses capacités de « savant singulier » a cependant été mise en doute par Joshua Foer, champion de mémoire des États-Unis, qui estime que Daniel Tammet fait appel à des techniques mnémotiques et à un entraînement poussé, plutôt qu'à une synesthésie naturelle.
Josef Schovanec, philosophe et hyperpolyglotte français d'origine tchèque, est souvent présenté dans les médias comme un « autiste savant », qualificatif qu'il rejette. Il déclare s'être rendu compte que son handicap (qu'il ignorait à l'époque) constitue également un avantage lorsque, pendant ses études secondaires au lycée, il terminait les contrôles de mathématiques beaucoup plus vite que ses camarades de classe. Le plus jeune bachelier français de 2015, Andréa, est un autiste surdoué qui a décroché son bac scientifique avec une mention très bien à l'âge de 13 ans et demi. Il a annoncé vouloir passer ses vacances à lire des livres de mathématiques. Jacob Barnett, diagnostiqué autiste à 2 ans, aurait un QI de 170 et est entré à l'université à l'âge de 10 ans. Andrew Magdy Kamal, un Américain d'origine indienne qui dit être diagnostiqué avec syndrome d'Asperger et syndrome du savant, aurait décroché à l'âge de 16 ans un record du monde aux tests de QI, avec 232, mais ce record n'est pas officiel.
Dans son ouvrage Embrasser le ciel immense, Daniel Tammet cite d'autres personnes autistes considérées comme « savantes », dont le musicien américain Matt Savage et le Français Gilles Tréhin, créateur d'une cité imaginaire gigantesque, Urville. Darold Treffert ajoute à cette liste Richard Wawro, un peintre à l'huile écossais qui n'a pas parlé avant l'âge de 11 ans, et Jason McElwain, un adolescent autiste devenu un héros national aux États-Unis après avoir marqué 20 points au basket-ball en 4 minutes,. Il parle aussi de sa rencontre avec un enfant autiste non-verbal et sévèrement handicapé, capable de terminer un puzzle de 500 pièces à l'envers sans jamais regarder les images. Leslie Lemke, un autiste américain devenu aveugle à l'âge d'un an, a entendu le Concerto pour piano numéro 1 de Tchaïkovski une seule fois à la télévision à l'âge de 14 ans, et l'a reproduit parfaitement, sans avoir de formation musicale. Depuis, il a appris à composer des morceaux. Le Norvégien Aleksander Vinter, compositeur électro inspiré par les jeux vidéo, témoigne avoir à la fois le syndrome d'Asperger et le syndrome du savant. Il a pris lui-même le pseudonyme de « Savant ». Les femmes sont très rares parmi les personnes décrites comme autistes savants. D'après Treffert, l'une des plus connues est Nadia Chomyn, une enfant prodige du dessin décrite par la psychiatre britannique Lorna Selfe qui lui a consacré un ouvrage. Il cite aussi Ellen, une musicienne aveugle très douée dans la visualisation spatiale et la perception du temps. Temple Grandin (Ph. D.) a également été qualifiée comme telle.

## Perception par la société

### Accompagnement
Les recherches concernant la meilleure façon d'intervenir auprès des personnes autistes avec compétences de « savant » restent balbutiantes. Il n'existe pas de moyens de détection précoce, ni de méthode d'interventions spécifiques à l'autisme savant. Le fait d'avoir développé des compétences « savantes » ne garantit en rien le succès social et professionnel dans la vie. Beate Hermelin a observé des cas de succès comme des cas d'échecs. De même, Josef Schovanec témoigne avoir raté tous ses entretiens d'embauche individuels pendant de nombreuses années, malgré son diplôme de sciences politiques et ses compétences dans les langues.
La question de savoir s'il faut encourager à travailler les points forts (« cultiver le talent ») ou à compenser les points faibles (« corriger les déficiences ») est l'objet d'un débat récurrent. Elle est partiellement résolue, du fait que pour la majorité des autistes, le domaine d'intérêt et de compétences constitue aussi un mode d'expression. Treffert cite de nombreux exemples de personnes qui sont parvenues à mener une vie confortable grâce à leurs talents, artistiques notamment, mais aussi dans les mathématiques ou encore dans l'informatique. Plusieurs études vont dans le sens d'un réel bénéfice lorsque la personne a l'occasion de développer ses compétences à leur maximum. Il semble que cela puisse amener à compenser les points faibles, et donc à permettre aux autistes dits « savants » de se sociabiliser. Treffert conseille cependant aux parents concernés de laisser leurs enfants exprime leurs capacités sans qu'elles ne deviennent trop envahissantes. Les centres d'intérêt des autistes savants sont généralement « non fonctionnels », dans le sens où ils ne les aident que rarement à mieux vivre parmi la société. Cependant, ils peuvent être mobilisés pour permettre d'acquérir des compétences plus fonctionnelles. Trevor Clark a développé un programme d'apprentissage destiné aux enfants dans ce but, notamment pour développer leurs compétences de communication et de relations sociales, ce qui débouche d'après lui sur une « réduction des difficultés causées par l'autisme dans leur vie quotidienne », notamment des stéréotypies.
Une autre question est de savoir si l'autisme savant peut être « soigné ». Il n'existe pas de recherches à ce sujet, mais la capacité qu'ont les autistes concernés à compenser leurs difficultés par l'apprentissage a été démontrée. D'après Treffert, cette compensation peut déboucher sur une « normalisation » de la personne, qui acquerra l'usage de la parole et pourra mener une vie relativement indépendante.

### Rapprochement entre l'autisme et le génie

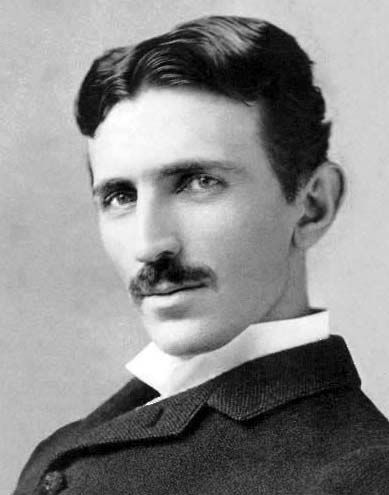
Plusieurs spécialistes et des militants de l'autisme ont émis un diagnostic rétrospectif concernant Nikola Tesla.

Olivia Cattan signale une tendance récente à rapprocher la définition de l'autisme du génie, notamment sous l'influence de films et de livres qui ne montrent de l'autisme que l'exemple de personnes diagnostiquées sur le syndrome d'Asperger ou un autisme à haut niveau de fonctionnement. Cette tendance s'est accentuée du fait que la plupart des personnes autistes médiatisées (telles que Temple Grandin, Josef Schovanec et Daniel Tammet) ont fait preuve de qualités intellectuelles remarquables. Les autobiographies, seule source permettant de « savoir ce qui se passe dans la tête des autistes », ne sont pas représentatives de la situation générale, dans la mesure où la rédaction d'une autobiographie demande des compétences exceptionnelles en matière de communication et d'écriture. D'après Francesca Happé et Uta Frith, bien que l'existence d'autistes talentueux soit indéniable, la fascination pour les syndromes du savant et d'Asperger ont conduit à suspecter que chaque artiste ou scientifique un peu excentrique, vivant ou mort, puisse être autiste. Michael Fitzgerald, du Département de psychiatrie de l'enfant au Trinity College, à Dublin, a posé de nombreux diagnostics rétrospectifs d'autisme. Il postule que Nikola Tesla, Albert Einstein et Isaac Newton, entre autres, présentent des « traits autistiques ». Darold Treffert signale qu'un grand nombre de parents suspectent l'autisme chez leurs enfants lorsque ces derniers se mettent à lire ou à parler exceptionnellement tôt, ou encore à répéter précisément des paroles de chansons. Un diagnostic différentiel important est celui de l'hyperlexie, qui peut être associée à l'autisme, mais pas de façon systématique.
La blogueuse autiste Marie Josée Cordeau répond à certaines critiques : « [J'ai] remarqué qu'à l'annonce de la possibilité qu'un génie, qu'un artiste célèbre ou que toute autre tête pensante soit dans le « camp » autistique, certaines personnes non autistes se raidissent. Ces individus deviennent presque fâchés, semblant croire que nous cherchons à créer une élite autiste. Pourtant, nous avons des génies dans nos rangs. Il en va de même chez les personnes non autistes. Est-ce parce que nous sommes lourdement taxés d'être « inférieurs » et inadéquats ? Sommes-nous dans une caste subalterne pour qui réussir quelque chose de viable serait uniquement le fruit d'un heureux hasard ? Sommes-nous condamnés, dans l'opinion populaire, à demeurer la personne limitée et pas « normale » ? »

## Critiques

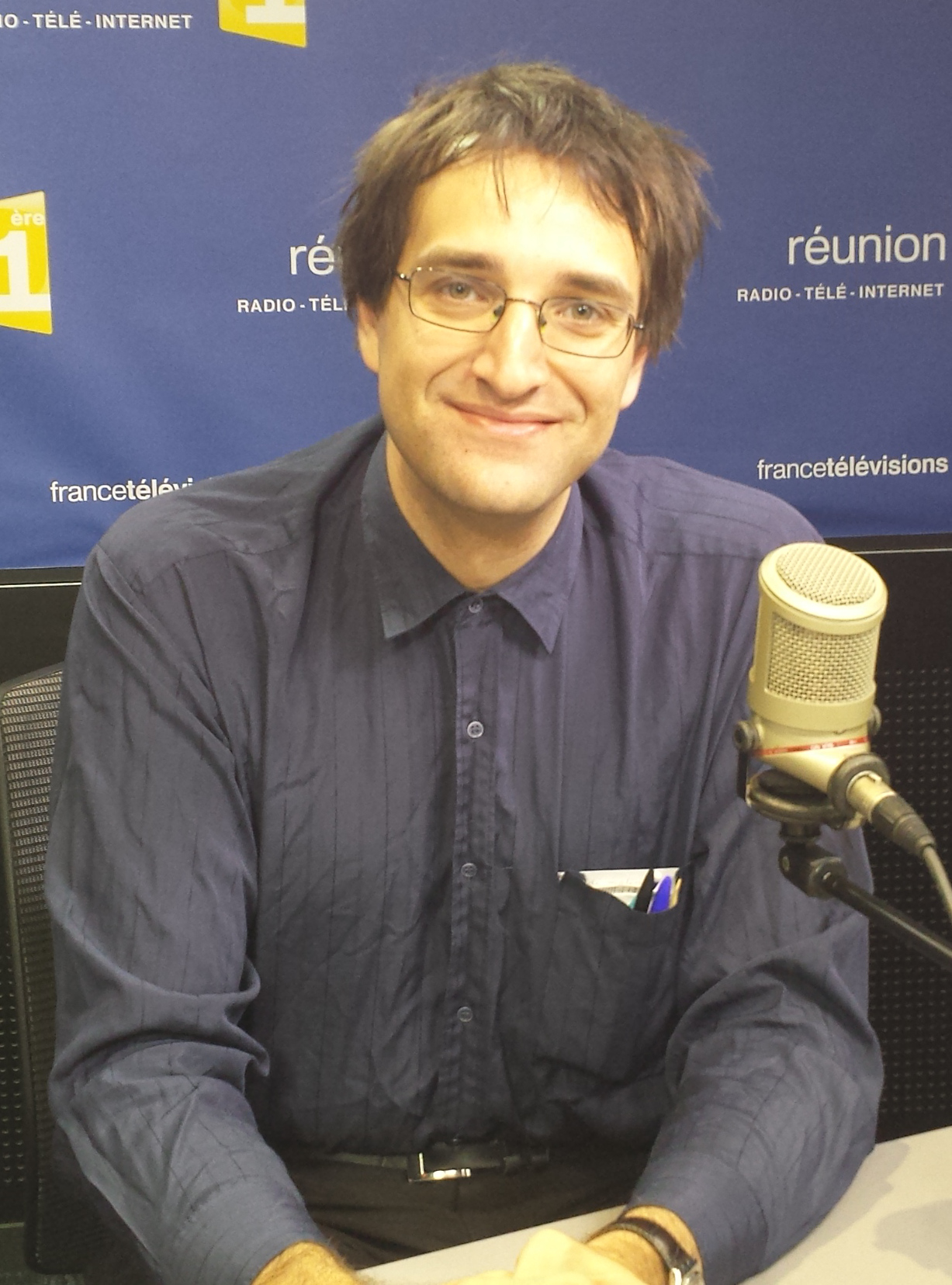
Josef Schovanec critique la notion d'« autisme savant ».

La notion d'autisme savant fait l'objet de critiques de par sa définition même, et à cause des fantasmes qu'elle suscite. Daniel Tammet met en garde contre le préjugé selon lequel « les capacités des autistes savants sont surnaturelles et échappent à toute étude scientifique connue », précisant qu'au contraire, leur fonctionnement est étudié depuis des décennies. Josef Schovanec se montre lui aussi critique : dans Je suis à l'Est !, il estime que poser un qualificatif de génie ou de savant restreint l'humanité de la personne.

### Distinction entre autisme savant et non-savant
En 1982, le psychologue clinicien (Ph.D.) Kurt Malkoff publie les résultats d'une étude visant à déterminer s'il existe une différence de profil neuropsychologique entre cinq « autistes savants » et cinq autres personnes diagnostiquées comme « seulement » autistes. Il en conclut que distinguer un « autisme savant » n'est pas pertinent d'un point de vue médical. En 2009, une étude est publiée concernant les compétences d'enfants autistes considérés comme non savants, en matière de perception des structures musicales. Elle n'a pas permis de trouver de différence de compétence intrinsèque entre les autistes dits savants et les non savants, suggérant que la plupart des enfants autistes ont le potentiel pour développer des compétences dans la musique. Cette étude en conclut que « bien que le phénomène du syndrome du savant soit d'un intérêt théorique considérable, il pourrait avoir conduit à sous-estimer les talents potentiels et les compétences de la grande majorité des personnes autistes, qui ne correspondent pas aux critères du syndrome du savant ».
Il est possible que l'autisme savant soit une construction sociétale. Josef Schovanec insiste sur le problème du rapport à la norme. Daniel Tammet rappelle qu'au cours de sa vie, une personne pourra évoluer et changer de centres d'intérêt, passant par exemple de la lecture, la mémorisation et la rédaction d'encyclopédies et de dictionnaires à celle, plus classique, d'ouvrages de fiction. La qualification d'autisme savant n'est alors corrélée qu'à la présence d'un centre d'intérêt perçu comme étrange, difficile d'accès ou inhabituel par la société, et à des difficultés dans des domaines perçus comme simples ou normaux. Le cerveau humain n'étant pas figé, certains autistes savants pourront compenser leurs points faibles en apprenant, par exemple, l'humour et le langage non verbal. Les médias tendent à n'insister que sur les différences entre l'autiste savant et le non-autiste, en omettant les ressemblances. Or, les fonctions intellectuelles des personnes avec syndrome du savant ont beaucoup plus en commun avec celles des personnes non autistes et non handicapées qu'elles n'ont de différences. La théorie d'un fonctionnement cognitif particulier propre aux autistes savants reste controversée. De plus, des témoignages comme ceux de Temple Grandin, qui dit avoir acquis de nombreuses compétences vers l'âge de 50 ans, tendent à démontrer que la plasticité du cerveau est importante, et que toute forme d'apprentissage peut se poursuivre tardivement à l'âge adulte.

### Traitement médiatique
Josef Schovanec se déclare « extrêmement sceptique vis-à-vis du cliché médiatique ou populaire du petit génie avec autisme », précisant que certains « numéros de cirque » présentés à la télévision sont complètement artificiels, en particulier des démonstrations basées sur le calendrier perpétuel, qu'il qualifie d'« escroquerie pure et simple sur le plan éthique », car elles reposent sur la mémorisation d'un algorithme (une étude de cas sur un adolescent autiste de 18 ans pendant du calcul calendaire a suggéré qu'il se trompait sur certaines dates car l’algorithme mémorisé ne lui permettait pas de les déterminer). Roger Cardinal estime que, dans le domaine de l'art tout du moins, à qualités égales, certaines œuvres feront l'objet d'une attention soutenue uniquement car l'artiste qui les a réalisées a été présenté comme un « savant ». En matière de films, l'autisme savant est sur-valorisé et sur-représenté, avec un net accent mis sur les capacités extraordinaires. Pour les parents confrontés à des handicaps lourds, cette situation peut se révéler particulièrement stressante :

« Malheureusement, il est plus facile de montrer à l'écran un autiste de génie qui laisse paraître une intelligence différente, voire supérieure à la moyenne. Son physique est agréable, l'empathie du téléspectateur facile. Montrez-lui cet homme nu, car il ne supporte pas les vêtements et les déchire à chaque crise, dans une chambre sans meuble, car il se blesserait en se jetant dessus, sans langage, si ce n'est quelques cris incompréhensibles. »

— Benoit Morisset